# Konstantin Rokosovski
Konstantin Konstantinovič Rokosovski (polj. Konstanty Ksawerowicz Rokossowski, Varšava ili Velikije Luki, 21. prosinca 1896. – Moskva, kolovoz 1968.) je bio sovjetski general u Drugom svjetskom ratu.

## Vanjske poveznice
- Rokossowski speech on National Unity Congress in Poland  Arhivirana inačica izvorne stranice od 7. ožujka 2006. (Wayback Machine) (prosinac 1949.)